# Вас вызывает Таймыр (фильм)
«Вас вызывает Таймыр» — советский комедийный телевизионный фильм 1970 года, снятый режиссёром Алексеем Кореневым по одноимённой пьесе Александра Галича и Константина Исаева.
По иделогическим соображениям имя сценариста А. Галича после его эмиграции из СССР было вырезано из титров, заодно было удалено и имя сценариста К. Исаева. В большинстве копий фильма имена сценаристов не сохранились.

## Сюжет
1947 год. В номер столичной гостиницы вселяются один за другим разные люди: снабженец Дюжиков (его-то время от времени и вызывает по телефону Таймыр), директор филармонии, провинциальный дедушка-пчеловод и его внучка, мечтающая стать певицей, геолог — влюблённый (как ему кажется, безнадёжно) юноша. Они вынуждены заменять друг друга: снабженец Дюжиков изображает директора филармонии, директор филармонии решает проблемы геологической экспедиции и т. д. На этих подменах и вызываемой ими путанице строятся основные комические ситуации.

## В ролях
- Екатерина Васильева — дежурная в гостинице
- Юрий Кузьменков (в титрах Кузменков) — Дюжиков, снабженец
- Евгений Стеблов — Андрей Николаевич Гришко, геолог
- Евгений Весник — Иван Иванович Кирпичников, директор филармонии
- Зиновий Гердт — человек в клетчатом пальто / закадровый текст
- Светлана Старикова — Люба Попова, возлюбленная Андрея
- Валентина Талызина — Елена Николаевна Попова, мама Любы
- Инна Макарова — Елизавета Михайловна, жена Кирпичникова
- Елена Коренева (дебютная роль в кино; вокал — Нина Бродская) — Дуня Бабурина
- Павел Павленко — дед Бабурин, пчеловод
- Лариса Барабанова — милиционер
- Николай Парфёнов — разгневанный мужчина, ищущий Фортунатова
- Николай Романов — профессор
- Елизавета Никищихина — певица на прослушивании
- Нина Агапова — певица на прослушивании
- Татьяна Гаврилова — танцовщица из филармонии
- Александра Дорохина — женщина с детьми

## Съёмочная группа
- Авторы сценария: Александр Галич, Константин Исаев
- Режиссёр — Алексей Коренев
- Оператор — Сергей Зайцев
- Художник — Леонид Платов
- Композитор — Эдуард Колмановский
- Текст песни Александра Галича